# 기곡제
기곡제(祈穀祭)는 나라에서 풍년이 들기를 기원하며 정월대보름 첫 신일(上辛日)에 환구단에서 지내는 제사이다. 

## 개요
나라에서 풍년이 들기를 기원하며 정월 첫 신일(上辛日)에 원구단(圓丘壇)에서 지내는 제사. 기곡대제(祈穀大祭), 기년제(祈年祭), 기풍제(祈豊祭)라고도 한다.

## 유래
기곡제는 정월에 상제에게 거행하였다. 『예기(禮記)』 「월령편(月令篇)」 맹춘지월(孟春之月) 1월조에 의하면, “이달 원진(元辰)에 천자는 하늘의 상제에게 기곡한다.”고 하였다. 그리하여 중국에서는 상제를 모신 원구단에서 기곡제를 행하였다.

## 형태
환구단 제사는 기곡(祈穀)·기우(祈雨)를 위한 제천의례였다. 따라서 우리나라의 기곡제는 원구단이 설치된 고려시대에 시작되었다. 고려의 원구제는 정월 첫 신일에 풍작을 빌었고, 4월 중 적당한 날을 택하여 기우제인 우사(雩祀)가 거행되었다.
원구단에서 지낸 기곡제에 대한 문헌상의 첫 기록은 고려 성종 때로 나타난다. 『고려사(高麗史)』 「예지(禮志)」에 의하면, 성종 2년(983) 정월에 왕이 원구에서 기곡제를 친행하고, 후직(后稷)에게 제사하는 적전(籍田)을 마련하였다고 한다. 『동국이상국집(東國李相國集)』 권40 「상신기곡원구제축(上辛祈穀圓丘祭祝)」에 보면, 원구기곡제에는 “하늘의 일은 소리가 없어도 만물이 힘입어 자라나는데 나라를 지니는 근본은 식량이 있어야 사람들이 믿고 살아갑니다. 바야흐로 첫 봄을 맞이하여 풍년이 되기를 기도하노니 상제의 혜택이 아니면 이 백성들이 무엇을 의지하리까." 하는 축문으로 기원하였다.
이와 같이 정월 상신일(上申日)에 원구단에서 상제에게 풍년을 기원하였다. 그리고 원구기곡제에 참여한 관리들은 “정월 모일 상신(上辛)에 임금께서 원구에 친히 제사하여 풍년을 비시니 각각 그 직분을 다해야 할 것이다. 만약 충실히 정성을 다하여 임하지 않으면 나라에 정한 형벌로 다스릴 것이다.” 하고 맹세문을 낭독하였다.
이렇게 원구기곡제는 국왕이 직접 제사를 주관하였고, 이에 관리들은 그 직분을 다할 것을 맹세하였다. 고려의 원구제는 대사(大祀)로서 가장 중요한 국가제례 중의 하나였다.
조선시대에 들어 원구단은 원단(圓壇)으로 개칭되었으며, 여기에서 기곡제가 거행되었다. 태조 3년 8월에 예조에서는 삼국시대 이래로 원구단에서 기곡과 기우를 행하였다고 하면서 원단이라 고쳐 부르게 하였다. 그리하여 태종 1년(1401) 정월 신축일(辛丑日)에 처음으로 친히 원단에 행차하여 기곡제를 지냈다. 『태종실록(太宗實錄)』 권7 태종 4년 1월 신해조에 의하면, “농사가 잘 되기를 비는 원단제(圓壇祭)를 한경(漢京)에서 행하였으니, 해마다 행하는 일이었다.”고 하였다. 태종대에 들어 원단기곡제가 정기적으로 거행되었던 것이다. 그러나 태종·세종 시기에 원구제에 대한 반대가 심하여 제대로 거행되지 못하였으며, 결국 세종대에 완전히 폐지되고 말았다. 그러다가 세조 2년 3월에 양성지(梁誠之)의 건의에 의해 원구제를 부활하였다. 이에 세조는 이듬해 1월 15일에 친히 원구제를 지냈다. 그 이전의 원구제는 정월 상신에 행하였으나 이때의 원구제는 중국의 예에 따라 정월 대보름에 행해졌다. 그러나 세조도 11년 정월에 행해질 원구제를 폐지하도록 하였다. 그리하여 원구단에서 행해지던 기곡제는 사직단이나 선농단에서, 기우제는 우사단에서 주로 행해졌다.
오랜 논란 끝에 원구단이 폐지되면서 기곡제는 흉년이 극심할 때 임시로 거행되거나 선농단에서 거행되었다. 그러다가 숙종 21년(1695)에 부활이 논의되기 시작하여 정월 상신일에 사직단(社稷壇)에서 매년 거행하도록 하였다. 사직단은 사단(社壇)과 직단(稷壇)으로 이루어져 있는데, 왼쪽에 있는 사단은 국토신인 후토신을, 오른쪽에 있는 직단은 오곡신인 후직신을 모셨다. 단의 형태는 천원지방(天圓地方)의 사상에 의해 방형으로 축조하였다.
사직단은 삼국시대부터 설치되었는데 고구려 고국양왕 8년(391)에 국사(國社)를 지었으며, 신라에서는 선덕왕 4년(783)에 사직단을 세웠다. 고려는 성종 10년(991)에 사직을 세웠다. 조선은 태조 4년(1395)에 경복궁·종묘와 더불어 사직단을 건립하였다. 처음에는 여기에서 기우제가 거행되다가 숙종 이후로는 기곡제가 행해지게 되었다. 그리하여 사직기곡제는 영조(英祖) 때 『속오례의(續五禮儀)』를 편찬하면서 대사에 편입되었다. 그러나 국왕이 직접 거행하지 않고 대신들이 대신 행할 때는 소사(小祀)에 준해서 거행되었다. 그러다가 정조 11년(1787)에 대신들이 섭행하는 기곡제도 국왕 친행 때와 마찬가지로 대사로 편입하여 희생이나 악장(樂章), 의물(儀物)을 친행과 같게 정하였다. 이리하여 사직기곡제는 정조 11년 이후 대사가 되었다.
한편, 기곡제는 원구단 이외에 선농단(先農壇)에서도 거행되기도 하였다. 농업은 가장 중요한 산업이었으므로 모든 백성들에게 이를 권장하기 위해 국왕은 선농단에서 제사를 지냈다. 농업과 관련이 있는 고대 중국의 신농씨(神農氏)와 후직씨(后稷氏)를 선농단에 모셔두고 제사를 지냈다.
선농제는 삼국시대부터 거행되었는데, 신라는 입춘 뒤 해일(亥日)에 선농제를, 입하 후 해일에 중농제(中農祭)를, 입추 후 해일에 후농제(後農祭)를 지냈다. 고려에서는 선농제가 중사로 되어 있었다. 『고려사』 「예지」에 의하면 선농적전단에서 음력 정월 중 길일인 해일에 제사하였다. 조선시대에 와서는 경칩 후 길한 해일을 골라 제례일로 정하였다.
원래 선농제는 백성에게 농사의 소중함을 일깨우려 했던 의식으로, 선농단에서 기우제를 지냈다. 그리고 흉년이 들면 농사를 주관하는 신농과 후직에게 풍년을 기원하였다. 숙종 3년 2월에 허목(許穆)이 “선농단에 제사하고 몸소 적전을 갈아 보는 것은 백성들을 위해 기곡하시는 것이며, 몸소 솔선을 보이기 위해서입니다.”라고 하였다. 이는 선농제가 기곡과 권농을 위한 제사였음을 말해준다. 숙종은 31년 정월 신축일에 선농단에서 기곡제를 거행하기도 하였다.

## 의의
기곡제는 농업을 기반으로 한 국가에서 백성을 위하여 행해지던 중요한 의례의 하나였다. 그 기원은 중국에서 유래한 것으로 『예기』에 의하면 원구단에서 거행되었다. 우리나라에서는 고려시대부터 조선시대 말까지 지속되어 왔다. 고려시대에는 중국과 마찬가지로 원구단에서 기곡제가 거행되었으나 원구단이 폐지된 조선시대에는 사직과 선농단에서 기곡제를 행하였다. 기곡제는 농업 중시 관념과 권농정책이 반영되어 있다고 한다.

## 참고 문헌
- 高麗史, 東國李相國集, 續大典, 朝鮮王朝實錄, 增補文獻備考
- 이욱. 朝鮮後期 祈穀祭 設行의 의미, 2000년
- 김철웅. 고려 國家祭祀의 體制와 그 특징, 2002년
- 『고려사절요』
- 『춘관통고(春官通考)』
- 『증보문헌비고』
- 『예기(禮記)』